# Nowe Opole
Nowe Opole (prononciation : [ˈnɔvɛ ɔˈpɔlɛ]) est un village polonais de la gmina de Siedlce dans le powiat de Siedlce de la voïvodie de Mazovie dans le centre-est de la Pologne.
Il se situe à environ 7 kilomètres à l'ouest de Siedlce (siège de la gmina et de le powiat) et à 81 kilomètres à l'est de Varsovie (capitale de la Pologne).
Le village comptait approximativement une population de 900 habitants en 2012.

## Histoire
De 1975 à 1998, le village appartenait administrativement à la voïvodie de Siedlce.

Depuis 1999, il appartient administrativement à la voïvodie de Mazovie